# Jean-Santos Muntubila
Jean-Santos Muntubila, właśc. Jean-Santos N’Diela Muntubila (ur. 20 grudnia 1958 w Léopoldville) – kongijski piłkarz występujący na pozycji pomocnika, a także trener.

## Kariera klubowa
Muntubila karierę rozpoczynał w 1976 roku w zespole AS Bilima, z którym w 1979 roku zdobył mistrzostwo Zairu. W 1980 roku przeszedł do francuskiego FC Sochaux-Montbéliard, jednak sezon 1980/1981 spędził w jego rezerwach, grających w trzeciej lidze. W następnym sezonie przebywał na wypożyczeniu w drugoligowym Olympique Marsylia, a do pierwszej drużyny Sochaux został włączony przed sezonem 1982/1983. W pierwszej lidze zadebiutował 1 lipca 1982 w przegranym 2:3 meczu z Toulouse FC, zaś 30 stycznia 1983 w wygranym 4:3 spotkaniu z FC Metz strzelił swojego pierwszego ligowego gola. W Sochaux grał do końca sezonu 1983/1984.
W 1984 roku Muntubila odszedł do niemieckiego 1. FC Saarbrücken, występującego w 2. Bundeslidze. W sezonie 1984/1985 awansował z nim do Bundesligi. Zadebiutował w niej 10 sierpnia 1985 w zremisowanym 1:1 pojedynku z Borussią Dortmund. Graczem Saarbrücken był do końca sezonu 1985/1986, zakończonego przez klub spadkiem do 2. Bundesligi.
Następnie występował we Francji w drugoligowych drużynach SC Bastia oraz US Valenciennes, a także w trzecioligowym ESA Brive, gdzie w 1995 roku zakończył karierę.

## Kariera reprezentacyjna
W 1988 roku Muntubila został powołany do reprezentacji Zairu na Puchar Narodów Afryki, zakończony przez Zair na fazie grupowej. Zagrał na nim w meczach z Marokiem (1:1), Wybrzeżem Kości Słoniowej (1:1) i Algierią (0:1).